# Witold Lesiewicz
Witold Lesiewicz (ur. 9 września 1922 w Białymstoku, zm. 23 marca 2012 w Warszawie) – polski reżyser filmów dokumentalnych i fabularnych.

## Życiorys
Ukończył studia na Wydziale Reżyserii PWST w Łodzi (dyplom w 1952). Po ukończeniu studiów rozpoczął pracę w WFD. W latach 50. realizował filmy dokumentalne, wiele z nich poświęcił tematyce górnośląskiej. Często współpracował wówczas ze swoim przyjacielem, Andrzejem Munkiem, w tym m.in. wspólnie zrealizowali film Gwiazdy muszą płonąć. W 1958 zadebiutował filmem fabularnym pt. Dezerter z Józefem Nowakiem i Marią Ciesielską w rolach głównych. W 1963 po tragicznej śmierci Munka podjął się dokończenia realizacji jego słynnego filmu Pasażerka. Największe uznanie zdobyły filmy Lesiewicza nawiązujące do historii Polski w pierwszych latach powojennych: Rok pierwszy (1960), Kwiecień (1961), Nieznany (1964). W 1979 po raz ostatni stanął za kamerą reżyserując serial Doktor Murek na podstawie powieści Tadeusza Dołęgi-Mostowicza.
Zmarł 23 marca 2012 w Warszawie, pochowany na cmentarzu Farnym w Białymstoku (sektor 23 grób 16390).

## Filmografia

### Filmy fabularne
- 1958: Dezerter
- 1960: Rok pierwszy
- 1961: Kwiecień
- 1962: Między brzegami
- 1963: Pasażerka (dokończył realizację filmu po śmierci Munka)
- 1964: Nieznany
- 1965: Miejsce dla jednego
- 1967: Klub szachistów
- 1967: Zbrodnia lorda Artura Savile’a
- 1967: Przeraźliwe łoże
- 1971: Bolesław Śmiały
- 1979: Doktor Murek (serial telewizyjny)

### Filmy dokumentalne
- 1951: Żerań – fabryka jutra
- 1952: Wesoła II
- 1953: Początek abecadła
- 1954: Gwiazdy muszą płonąć (wspólnie z Andrzejem Munkiem)
- 1956: Zielony i czarny Śląsk
- 1956: Śląsk
- 1959: Koncert na ekranie
- 1959: Chwila wspomnień
- 1969: Wrocławska opowieść

## Nagrody
- 1955 – Wyróżnienie zespołowe Podkomitetu Literatury i Sztuki Nagrody Państwowej w Sekcji Filmu za realizację (reżyser) filmu Gwiazdy muszą płonąć[3]
- 1960 – Nagroda Międzynarodowego Komitetu Filmu Wychowawczego i Kulturalnego (CIDALC) na Międzynarodowych Dniach Tańca i Filmu w Walencji za najlepszy zespół pieśni i tańca na ekranie w filmie Śląsk[4]
- 1962 – Nagroda Ministra Obrony Narodowej II stopnia za film Kwiecień
- 1962 – Nagroda Ministra Kultury i Sztuki II stopnia za film Kwiecień
- 1963 – Syrenka Warszawska (nagroda Klubu Krytyki Filmowej SDP) w kategorii filmu fabularnego za film Pasażerka
- 1964 – nagroda FIPRESCI i Specjalne Wyróżnienie Honorowe Jury MFF w Cannes za film Pasażerka
- 1964 – nagroda Stowarzyszenia Dziennikarzy Włoskich na MFF w Wenecji za film Pasażerka
- 1965 – Nagroda Związku Krytyków Finlandii za film Pasażerka

Źródło: Stowarzyszenie Filmowców Polskich